# Bogusław Aftyka
Bogusław Aftyka (ur. 10 maja 1926 w Ciemnie, zm. 26 lutego 1977) – starszy oficer MO, pułkownik, komendant wojewódzki MO w Warszawie (1954–1961), Białymstoku (1961–1966) i Elblągu (1975–1977).

## Życiorys
W latach 1943-1944 był partyzantem Gwardii Ludowej (1943) i Armii Ludowej (1944). 22 lipca 1944 wstąpił do warszawskiej KW Milicji Obywatelskiej. Od listopada do grudnia 1944 był słuchaczem Szkoły Oficerskiej KG MO, po jej ukończeniu został instruktorem Wydziału Polityczno-Wychowawczego KW MO w Warszawie. Od 19 kwietnia 1945 komendant powiatowy MO w Tucholi, a od 3 lipca 1948 w Grudziądzu. 15 sierpnia 1950 został przeniesiony ponownie do Warszawy, na zastępcę naczelnika Wydziału III Oddziału IV KG MO. 1 czerwca 1953 został zastępcą komendanta, a 1 lipca 1954 komendantem wojewódzkim MO w Warszawie. 1 czerwca 1961 przeniesiony na analogiczne stanowisko do Białegostoku. Od 1 lipca 1966 zastępca komendanta wojewódzkiego w Gdańsku, a od 1 maja 1967 I zastępca komendanta wojewódzkiego MO ds. SB KW MO w Gdańsku. 1 czerwca 1975 został komendantem wojewódzkim MO w Elblągu; na tym stanowisku pozostał do śmierci.
Pochowany w Alei Zasłużonych na Cmentarzu Srebrzysko w Gdańsku (rejon II).

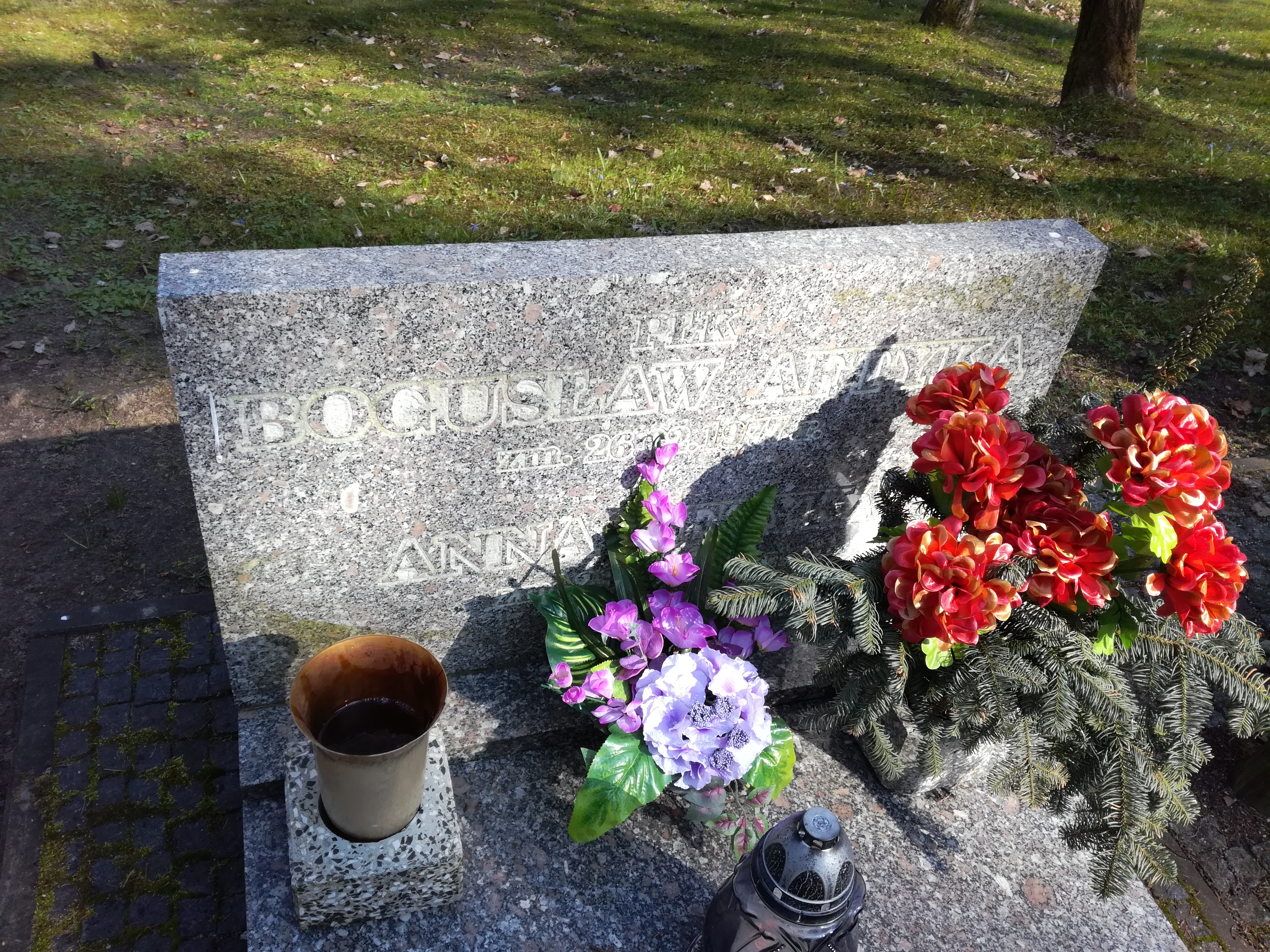
Grób Bogusława Aftyki na cmentarzu Srebrzysko

## Ordery i odznaczenia
- Srebrny Krzyż Zasługi (1948)
- Złoty Krzyż Zasługi (1954)
- Krzyż Kawalerski Orderu Odrodzenia Polski (1959)
- Krzyż Oficerski Orderu Odrodzenia Polski (1964)
- Medal 10-lecia Polski Ludowej
- Medal 30-lecia Polski Ludowej
- Order Sztandaru Pracy II klasy (1964)
- Order Sztandaru Pracy I klasy (1974)
- Medal za Warszawę 1939–1945,
- Brązowy Medal Za Zasługi dla Obronności Kraju
- Brązowa Odznaka Za zasługi w ochronie porządku publicznego,
- Srebrna Odznaka Za zasługi w ochronie porządku publicznego
- Odznaka „10 Lat w Służbie Narodu”
- Odznaka „20 Lat w Służbie Narodu”
- Odznaka „30 Lat w Służbie Narodu”